# Nathan de Gaza
Nathan Ashkenazi connu sous le nom de Nathan de Gaza (1643-1680) (en hébreu : נתן עזתי), ou Nathan Ghazzati, est un théologien juif né à Jérusalem, mort le 11 janvier 1680 à Skopje en Macédoine, connu pour avoir été le prophète du faux messie Sabbataï Tsevi.

## Sa vie
Nathan Benjamin ben Elisha Hayyim Ashkénazi naît à Jérusalem d'un père venu d'Allemagne ou de Pologne,. Il étudie le Talmud et la Kabbale dans cette ville où il est le disciple de Jacob Hagiz (en), puis s'établit à Gaza, d'où le nom sous lequel il est couramment appelé. Quand, en 1663, Sabbataï Tsevi retourne en Palestine après un séjour au Caire et séjourne à Gaza, Nathan de Gaza entre en contact avec lui et devient rapidement un de ses plus chauds partisans, plaidant sa cause par des écrits vigoureux. Les disciples de Sabbataï Tsevi affirmaient que Nathan de Gaza avait retrouvé un ancien manuscrit qui énonçait que leur maître était le Messie. Nathan de Gaza prétendait être le prophète Élie ressuscité, annonciateur du Messie. Des révélations prophétiques s'ensuivent. Au printemps 1665, Nathan de Gaza annonce qu'au milieu de l'année suivante, le Messie apparaîtrait dans toute sa gloire, ferait prisonnier le sultan ottoman et établirait l'emprise d'Israël sur toutes les nations de la terre. Lui-même gouvernerait la Turquie alors que Sabbataï Tsevi conquerrait toutes les autres nations.
En voyant l'hostilité des rabbins au mouvement lancé par Sabbataï Tsevi — parmi lesquels Jacob Hagiz — Nathan de Gaza proclame Gaza ville sainte. Il le fait connaître par les importantes communautés juives européennes en leur adressant de Palestine des lettres circulaires. Puis il se rend dans les principales villes d'Europe, d'Afrique et d'Inde pour finalement retourner en Palestine. Même après l'apostasie de Sabbataï Tsevi, Nathan ne déserte pas sa cause. Mais, trouvant peu prudent de séjourner plus longtemps en Palestine, il prévoit de se rendre à Smyrne. Les rabbins, constatant l'emprise de ce mouvement sur des fidèles crédules, excommunient le 9 décembre 1666 tous les partisans de Sabbataï Tsevi et particulièrement Nathan de Gaza. Ils interdisent à tous de lui donner l'hospitalité ou même de l'approcher. Après un séjour de quelques mois à Smyrne, il se rend à Andrinople où, malgré ses promesses de rester tranquille, il continue sa propagande. Il demande aux partisans de Sabbataï Tsevi d'Andrinople de ne plus respecter les jeûnes du 17 Tammouz et du 9 Av.
À nouveau excommunié à Andrinople, il part avec quelques partisans à Salonique où il reçoit un accueil très mitigé. Il a plus de succès avec les communautés de Chios et de Corfou. Puis, en mars 1668, il part à Venise où le rabbinat ainsi que les autorités l'obligent à admettre par écrit que toutes ses prophéties sont le seul produit de son imagination. Après que la confession est publiée, Abraham Yachini (en), le premier à avoir reconnu Sabbataï Tsevi comme le Messie, écrit une lettre à Nathan de Gaza où il le plaint pour les persécutions qu'il endure et lui exprime son indignation devant les agissements du rabbinat vénitien. Les Juifs vénitiens persuadent alors Nathan de partir pour Livourne où la population juive est connue comme lui étant hostile. Ils lui adjoignent une escorte, prétextant une marque d'honneur, en fait pour s'assurer qu'il va bien à Livourne. Il réussit cependant à gagner Rome où, en dépit de son déguisement, il est reconnu et banni de la ville. Il va alors volontairement à Livourne où il persuade quelques-uns de la justesse de sa cause. Puis, de Livourne, il retourne à Andrinople et semble avoir passé le reste de sa vie à voyager.

## Ses ouvrages
Nathan de Gaza est l'auteur de multiples lettres et de divers ouvrages où il développe sa propre théologie, fusionnant la compréhension qu'on avait alors de la kabbale avec des éléments du mysticisme d'Isaac Louria. Son ouvrage le plus connu est Le Traité des Dragons (Derush ha-Tanninim), publié par Gershom Scholem à Jérusalem en 1944. Un traité où Nathan expose la doctrine que Scholem a appelé l'antinomisme sabbatéen.
Nathan de Gaza est l'auteur supposé de l'ouvrage anonyme, Hemdat Yamim, qui traite de la pratique des rites du judaïsme et de la prière. Cet ouvrage est organisé en 3 parties, dont la seconde est suivie par un petit traité kabbalistique, Hadrat Ḳodesh, relatif à la Genèse. Cet ouvrage est complété par Ozar Nehmad. Il écrit aussi Peri 'Ez Hadar, un recueil de prières de Tou Bichvat et Tikkun Keri'ah, un ouvrage sur les doctrines de Sabbataï Tsevi. Pour nombre de rabbins ses ouvrages, qui ont servi de base au sabbatéisme, sont contraires au judaïsme et sacrilèges.
Ses récits de voyage ont été traduits en allemand.

## Sa doctrine
Le En Sof (la transcendance divine) comprenait deux aspects, le Jugement et la Miséricorde, selon Isaac Louria dans sa théorie du tsimtsoum. Nathan de Gaza postule que le tsimtsoum lourianique ne concerne que le monde céleste, et qu’au-delà de Jugement et de la Miséricorde, le En Sof comprend deux éléments fondateurs que Louria n’a pas entrevus : la lumière avec pensée et la lumière sans pensée.
La « lumière avec pensée » rassemble en soi toute la puissance créatrice. Mais le En Sof comprend également des forces dont l’objectif est d’empêcher tout changement. Des forces « sans pensée », dans la mesure qu’elles tendent à rester ce qu’elles sont, sans le moindre mouvement créateur.
La « lumière avec pensée », quand elle opère le tsimtsoum dont découle la création du monde, se confronte à la « lumière sans pensée ». Elle la refoule hors du monde céleste. Elle ne l’élimine pas. Le monde inférieur, le monde terrestre, reste dominé par la « lumière sans pensée ». « Elle n’est pas mauvaise en elle-même, mais revêt cette apparence parce qu’elle est opposée à tout ce qui n’est le En Sof, et donc constituée de telle façon qu’elle détruit les structures produites par la lumière avec pensée ». La lumière sans pensée élabore ses propres structures : ce sont « les mondes démoniaques des kelippot dont la seule vocation est de détruire ce que la lumière avec pensée a façonné ».

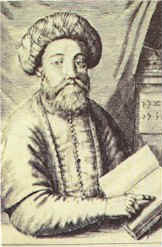
Sabbataï Tsevi – portrait par un témoin oculaire, Smyrne, 1666.

Pour que la création du monde s’accomplisse entièrement, il faut donc, selon Nathan, que le Messie surgisse dans le monde inférieur afin d’opérer le second tsimtsoum qui, du bas vers le haut, neutralisera l’action destructrice de la lumière sans pensée. Le Messie représente quelque chose d’absolument nouveau, il détient une autorité qui n’est soumise à aucune loi humaine, pas même à la loi issue de la Torah, pour Nathan. Le Messie agit selon sa propre loi. Il ne peut donc être jugé d’après les concepts courants du bien et du mal. Au-delà du messianisme, la kabbale sabbatéenne affirme que « toute âme est constituée par les deux lumières », et que la lutte qu’elles se livrent « se répète encore et toujours en chaque âme ».
« Cette doctrine, observe Scholem, permit à Nathan de justifier chacune des « actions étranges » du Messie (Sabbataï Tsevi) », y compris sa conversion à l’islam. Au respect des mitzvot et à l’accomplissement des œuvres de charité, si important dans la kabbale lourianique, Nathan substitue la foi dans le Messie. Ce n’est plus aux hommes que revient la tâche de « réparer » le monde, mais au Messie.
Cette doctrine constitue l'axe directeur du mouvement sabbatéen qui gagne l’ensemble de la diaspora juive en 1666. Le mouvement perd son ampleur quand la nouvelle de la conversion du Messie à l'islam se répand parmi les Juifs. Toutefois, même après la mort de Sabbataï Tsevi en 1676, le sabbatéisme maintiendra dans les Balkans d’importantes communautés de fidèles. La doctrine de Nathan de Gaza a également eu beaucoup d’influence en Pologne, où un néosabbatéisme connaît une résurgence au XVIIIe siècle, sous l’égide de Jacob Frank.
La kabbale sabbatéenne conçue par Nathan constitue « un système théosophique, luxuriant et paradoxal, à forte tendance apocalyptique et antinomiste », note Charles Mopsik, qui souligne que les écrits de Nathan de Gaza ont exercé « une influence plus ou moins marquée sur un grand nombre de kabbalistes, qui, même s'ils ne partageaient pas toutes leurs conceptions, n'étaient pas insensibles à leur caractère grandiose et à la ferveur qui les animait ».

## Sources
- (en) Cet article est partiellement ou en totalité issu de l’article de Wikipédia en anglais intitulé « Nathan of Gaza » (voir la liste des auteurs).
- Cet article contient des extraits de l'article « Ghazzati, Nathan Benjamin ben Elisha ha-Levi » par Kaufmann Kohler et M. Seligsohn de la Jewish Encyclopedia de 1901–1906 dont le contenu se trouve dans le domaine public..